# Rocade d'Amiens
La rocade d'Amiens, ou périphérique d'Amiens, est une succession d'autoroutes et de voies express faisant le tour de la ville d'Amiens. 
Le terme « périphérique » est préconisé, la rocade d'Amiens n'est pas un contournement partiel mais fait bel et bien le tour complet de la ville. Néanmoins, la population locale ayant pris l'habitude de l'appeler « rocade » lorsqu'elle était encore incomplète, ce nom est resté.

## Tracé

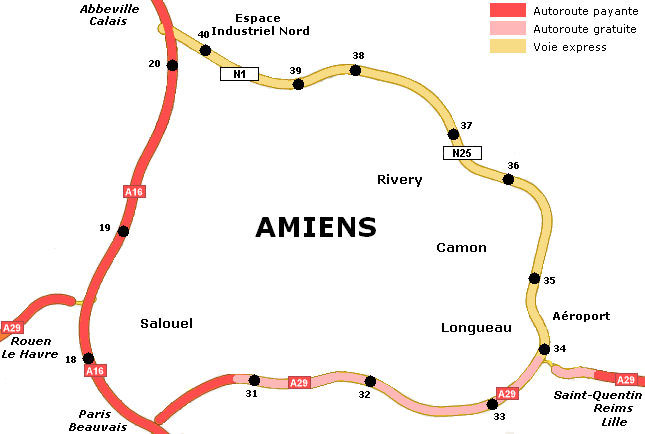
Tracé de la rocade d'Amiens

La rocade a un tracé assez large autour de la ville et passe à de nombreux endroits au milieu des champs.
Son parcours utilise quatre routes différentes :
- Au nord-ouest, elle passe par la RN 1.
- Au nord-est et à l'est, elle utilise la RN 25.
- Au sud, son tracé est celui de l'autoroute A29.
- À l'ouest, il s'agit de l'autoroute A16.

Contrairement au reste de leurs tracés respectifs, les routes nationales 1 et 25 n'ont pas été déclassées sur ces deux portions en l'attente de l'éventuelle construction de l'autoroute A24.
Son parcours passe par les communes suivantes :
| Amiens       | Rivery            | Camon    |
| Glisy        | Longueau          | Boves    |
| Cagny        | Saint-Fuscien     | Dury     |
| Saleux       | Vers-sur-Selles   | Salouël  |
| Pont-de-Metz | Dreuil-lès-Amiens | Argœuves |

## Caractéristiques
Étant donné son léger éloignement avec la ville, sur l'autoroute A16, portions de rocade autoroutière à l'ouest, la vitesse est limitée à 130 km/h contrairement à la plupart des rocades où la vitesse limite est moins élevée. Sur les portions de voies express au nord et à l'est et sur l'autoroute A29 au sud depuis le 18 décembre 2017 (130 km/h auparavant), la vitesse y est limitée à 110 km/h, cela correspond également aux endroits où la rocade est la plus proche de l'agglomération (pôle Jules Verne, espace industriel nord, quartiers nord...). La vitesse sur l'A29 a été abaissée pour protéger les conducteurs et le personnel de la SANEF lors des interventions assez courantes. 
Elle utilise plusieurs viaducs dont le viaduc Jules-Verne, pour passer au-dessus de la Somme, et le viaduc de l'Avre pour traverser le principal affluent de la Somme l'Avre.
Autre caractéristique particulière : la rocade ouest (A16) est payante. Seuls les habitants d'Amiens Métropole peuvent souscrire un abonnement télépéage Liber-T auprès de la société concessionnaire Sanef leur permettant d'emprunter ce tronçon sans payer. La rocade sud (A29) est gratuite à partir du péage de Dury, jusqu'au péage Jules Verne à Boves.

## Sorties et échangeurs
A16
- 18 Salouël
- Échangeur entre A16 et A29> Rouen | Le Havre
- 19 Amiens Ouest | Amiens Centre
- 20 Amiens Nord
- Échangeur entre A16 et N1> Calais | Abbeville
- Péage d'Argœuves (A16)

N 1
- 40 Amiens Longpré
- 39 Amiens Espace industriel nord | Hôpital nord

N 25
- 38 Amiens Nord | Poulainville | Centre Commercial Carrefour | Shopping Promenade
- 37 Amiens Saint-Pierre | Zone d'activités Haute Borne
- 36 Rivery | Camon | Zone d'activités Blanche Tache
- Traversée du viaduc Jules-Verne, 950 m
- 35 Glisy | Zone de Fret
- 34 Longueau | Centre Commercial GRAND A (Hypermarché Géant) | Pôle Jules Verne | Aérodrome Amiens Glisy

A29
- Échangeur entre A29 et N25> Lille | Saint-Quentin | Reims | Nancy/Metz
- Traversée du Viaduc de l'Avre, 600 m
- 33 Boves | Cagny
- 32 Amiens Henriville | Saint-Fuscien
- 31 Amiens Sud | Dury | Hôpital sud | Centre Commercial Auchan
- Péage de Dury (A29)
- Échangeur entre A16 et A29> Paris | Beauvais